# Pierre Falcon
Pierre Falcon, auch bekannt als Pierriche oder Pierre the Rhymer (* 4. Juni 1793 in Elbow Fort bei Swan River; † 26. Oktober 1876 in St. François Xavier in Manitoba), war ein Sänger und Dichter, zudem Angestellter der North West Company von 1808 bis 1821, darauf der Hudson’s Bay Company bis 1825. In Grantown, dem späteren St François Xavier, wurde er 1855 Friedensrichter.

## Leben
Pierre Falcon erhielt den gleichen Namen wie sein Vater, der für die North-West Company arbeitete. Seine Mutter war vermutlich eine Angehörige der Cree. Der junge Pierre wurde am 18. Juni 1798 in Niederkanada, genauer in L’Acadie im seinerzeitigen Saint-Jean County getauft. Dort lernte er Lesen und Schreiben. Mit 15 ging er in die Red-River-Kolonie im späteren Manitoba.
1815 heiratete er Mary, eine Tochter des Métis-Führers Cuthbert Grant, womit er in eine der führenden Métisfamilien aufstieg. Das Paar hatte drei Söhne und vier Töchter. Die Familie folgte Cuthbert nach Grantown, dem heutigen St. François Xavier. 1838 verzeichnete ein Zensus seinen Besitz im Umfang von 30 Acre bearbeiteten Landes. Davon teilte er zwischen 1838 und 1849 die Hälfte auf seine Söhne auf, so dass ihm, der inzwischen zum Friedensrichter gewählt worden war, noch 15 Acre blieben.
Falcon brachte die Ereignisse und Entwicklungen seiner Heimat, wie das Leben der Voyageurs in Gedicht- und Liedform. Doch nur wenige seiner Werke sind überliefert. Auch Ereignisse von größerer historischer Tragweite übersetzte er in Liedform. Zu diesen zählt La Bataille des sept chênes (Die Schlacht bei Seven Oaks), oder auch Le Chanson de la Grenouillère, das 1816 in Winnipeg entstand. Darin schilderte er ein Gefecht zwischen Métis unter Cuthbert Grant Jr. und den Selkirk-Siedlern unter Gouverneur Robert Semple. Möglicherweise stammt auch Le Lord Selkirk au Fort William, ou La danse des Bois-Brûlés oder einfach La Danse des bois-brülés von 1816 von ihm. Dabei bezeichneten die Französisch sprechenden Nordamerikaner die Métis gelegentlich als Bois-brülés. 1837 entstand Le Général Dickson bzw. The Dickson Song. Darin beschrieb er die Geschichte von General Dickson, der Grantown verließ, um ein Indianerkönigreich in Kalifornien zu gründen. Manchmal spielte er eigene Texte zu bekannten Melodien, wie etwa Les Tribulations d’un roi malheureux aus dem Jahr 1869. Darin beschreibt er den Versuch von William McDougall in das von den Métis beanspruchte Gebiet einzudringen. Er selbst wurde von seinen Freunden davon abgehalten, in hohem Alter noch mitzureiten, um dies zu verhindern.
Begleitet wurden seine Lieder oftmals auf der Violine oder dem Crincrin. Sie fanden weite Verbreitung zwischen dem Sankt-Lorenz-Strom und dem Mackenzie River. Gelegentlich tauchen seine Lieder in abgewandelter Form auf. So nimmt man an, dass Agnes Laut ihr Gedicht The buffalo hunt aus einer Vorlage als freie Übersetzung entwickelte.
1960 brachte Margaret Arnett MacLeod alle von Falcon bekannten Lieder heraus (Songs of Old Manitoba, Toronto 1960). Nach Falcon ist wahrscheinlich der Lake Falcon in Manitoba benannt.
1984 wurde ihm zu Ehren eine Erinnerungstafel aufgestellt.